# Le Monde d'Henri
 (novembre 2015).
Si vous disposez d'ouvrages ou d'articles de référence ou si vous connaissez des sites web de qualité traitant du thème abordé ici, merci de compléter l'article en donnant les références utiles à sa vérifiabilité et en les liant à la section « Notes et références ».
Le Monde d'Henri (Henry's World) est une série télévisée d'animation canadienne créée en 2002 et diffusée du 24 août 2002 au 5 août 2005 sur Family.
En France, elle a été diffusée à partir du 8 septembre 2003 sur France 5 dans l'émission Midi les Zouzous, puis rediffusée à partir du 22 février sur Playhouse Disney. Au Québec, elle a été diffusée à partir du 11 septembre 2004 à la Télévision de Radio-Canada.

## Synopsis
Henri, le troisième rejeton d'une famille de cinq enfants. À cinq ans, Henri a découvert que la purée de carottes que lui préparait sa mère lui donnait le pouvoir extraordinaire d'exaucer ses vœux. Les carottes sont devenues son « génie de la lampe », en lui permettant de faire les choses qui, pour la plupart d'entre nous, sont impossibles. Trois ans se sont écoulés. Henri a aujourd'hui huit ans et la purée produit toujours le même effet sur lui. Ses vœux insolites ont souvent des conséquences inattendues et sa curiosité insatiable est invariablement source de catastrophes. Même si le mot d'ordre des aventures d'Henri reste avant tout la bonne humeur et l'amusement, elles lui permettent par la même occasion d'apprendre les leçons de la vie.

## Fiche technique
- Titre original : Henry's World
- Titre français : Le Monde d'Henri
- Réalisation : Dave Thomas (saison 1), Todd Peterson (saisons 2-3)
- Scénarios : Michael McGowan, Alan Gregg, Kenn Scott, Simon Racioppa, Richard Elliot
- Sociétés de production : Cuppa Coffee Studio, Henry's World Productions, Alliance Atlantis Communications, TV Loonland AG
- Pays :  Canada
- Langue : anglais
- Nombre d'épisodes : 26 (2 saisons)
- Durée : 24 minutes (2x12)
- Dates de première diffusion :
  - Canada : 24 août 2002
  - France : 8 septembre 2003

## Distribution (voix)

### Voix originales
- Samantha Reynolds : Henry Wiggins
- Tracey Moore : Fraidy Begonia
- Julie Lemieux : Darwin / Margaret
- Fiona Reid : Doris / Ms. Pierre / Mrs. Wiggins
- Colin Fox : Mr. Wiggins / oncle Neptune

### Voix françaises
- Pascale Chemin : Henri

## Épisodes

### Saison 1 (2002)
1. Jurassicville (Pet Dinosaur) / Graine de pirate (Pirates Out of Water)
2. Une dent contre la petite souris (My Two Front Teeth) / Goragh (Goragh)
3. Moi, mes doubles et moi (Triple Trouble) / Le Voyage en Chine (Tunneling to China)
4. Extra-terrestres êtes-vous là ? (Is Anybody Out There?) / Secrets (Secrets)
5. Gare au gorille (My Gorilla Is Bigger Than Yours) / Henri fait la pluie et le beau temps (Wither-Weather)
6. La Fontaine à bonbons (Sugar Overload) / Madame Providence (Lady Luck)
7. Henri le magnifique (Henry the Magnificent) / Le Championnat de saut en hauteur (Jump to It)
8. Voyage dans le temps (Hitch in Time) / L'Anniversaire (Doris's Day)
9. Il y a de l'amour dans l'air (Love Is in the Air) / Henri a peur du noir (Who's Afraid of the Dark?)
10. La Vie sans Henri (Middle Child Blues) / Super-menteur (Silver Tongue)
11. La Fin des carottes (Carrots Away) / La Rançon de la gloire (Price of Fame)
12. Concours de monstres (Costume Capers) / Rhume de cheminée (Fire's Out)
13. Un Noël pas comme les autres (X-Ray X-Mas) / Titre français inconnu (Darwin for a Day)

### Saison 2 (2005-2006)
1. Super Henri (Super Hero Henry) / La chasse au trésor (Treasure Hunt)
2. Les chaussures de champion (Henry's New Shoes) / L'aimant humain (Stuck on You)
3. Un appétit d'ogre (Henry's Massive Munchies) / Henri et le haricot géant (Plant Life)
4. Henri star du base ball (Home Run Henry) / Henri sans peur et sans reproche (Henry the Brave Knight)
5. Henri et Henriette (Henry and Henrietta) / Le trac (Stage Fright)
6. Joyeux anniversaire (Happy Birthday Henry) / La machine à écrire magique (Henry's Big Story)
7. L'aventure miniature (Henry's Little Adventure) / Henri le cordon bleu (Henry the Cook)
8. Les mystères de l'invisible (The Chestervale Challenge) / Les animaux ont la parole (Fishing Friends)
9. Sa majesté Henri (King of Chestervale) / Le magicien d'Halloween (Henry the Halloween Wizard)
10. Le champion de kung fu (Kung Fu Henry) / Henri le cow boy (Henry the Cowboy)
11. Henri le cow boy (Now You See Me) / Les animaux ont la parole (Talk to the Animals)
12. Le meilleur papa du monde (Dad for a Day) / Titre français inconnu (Haircut Hoopla)
13. Titre français inconnu (Snow Day) / Titre français inconnu (Henry's Christmas Gifts)

### Diffusion en France
Quelques épisodes de la première saison sont diffusés sur Playhouse Disney et France 5 dans l'émission Midi les Zouzous, et 2 ans plus tard, Playhouse Disney commence à son tour à rediffuser la série en 2004 et 2006.